# Le Destin de Rome

Le Destin de Rome est un téléfilm documentaire français en deux parties réalisé par Fabrice Hourlier et diffusé pour la première fois en juin 2011, dans la case « L’Aventure humaine ». C'est un docufiction consacré à la fin de la République romaine antique, à la fin du Ier siècle av. J.-C.

## Synopsis
Le docufiction alterne les scènes de reconstitution historique et les commentaires et analyses d'historiens. Il se compose de deux parties. La première partie, « Venger César », raconte l'assassinat de Jules César et l'affrontement entre les Républicains, menés par Brutus, et les deux personnalités qui se présentent comme les vengeurs de César : Octave et Marc Antoine. En 42 av. J.-C., Marc-Antoine écrase les Républicains lors de la bataille de Philippes. La seconde partie, « Rêves d'empire », relate le partage de l'empire naissant entre Octave, qui se réserve l'Occident, et Marc-Antoine, qui prend la tête de l'Orient et s'éprend de la reine d'Égypte, Cléopâtre VII. Marc Antoine se trouve d'abord en position de force, puis la situation se retourne peu à peu en faveur d'Octave, à qui sa victoire navale lors de la bataille d'Actium ouvre l'accès au pouvoir à Rome, où il prend bientôt le titre de princeps et le nom d'Auguste, instaurant ainsi le principat.

## Fiche technique
- Titre : Le Destin de Rome
- Réalisation : Fabrice Hourlier
- Scénario : Stéphanie Hauville et Fabrice Hourlier
- Création des costumes : Vincent Dumas
- Production : Sylvie Barbe
- Société de production : Arte France
- Pays :  France
- Langues : français, latin, grec moderne
- Format : couleur
- Durée : 2 x 52 minutes
- Date de première diffusion : 18 juin 2011[1]

## Distribution
- Cédric Brenner : Marcus Junius Brutus, sénateur romain
- Paweł Deląg : Marc Antoine, général de Jules César
- Laëtitia Eïdo : Cléopâtre VII, reine d'Égypte
- Andy Gillet : Octave, petit-neveu de Jules César
- Tom Hygreck : Marcus Vipsanius Agrippa, général d'Octave
- Olivier Neveux : Caius Cassius Longinus, tribun de la plèbe
- Avec la participation des historiens : Paul Marius Martin, Giovanni Brizzi, Christian-Georges Schwentzel et Pierre Cosme

## Production
Le Destin de Rome est produit à l'aide d'un budget final d'1,3 million d'euros. 
Le scénario, coécrit par Fabrice Hourlier et Stéphanie Hauville, prend le parti de s'écarter des sources pro-Octave comme Plutarque pour leur préférer des auteurs comme Appien et Dion Cassius. 
Les dialogues, écrits en français, ont été traduits en latin par Paul Marius Martin, professeur émérite à l'université Montpellier-III. Toutefois, pour les scènes où la reine Cléopâtre VII parle en grec, c'est le grec moderne qui a été utilisé, Fabrice Hourlier et Stéphanie Hauville estimant que la prononciation du grec ancien du Ier siècle av. J.-C. était trop mal connue. Les dialogues ont ensuite été enregistrés sur des baladeurs distribués aux comédiens qui se sont familiarisés pendant un mois avec ces langues inhabituelles. 
Les acteurs ont joué en costumes sur des fonds verts neutres, puis ont été intégrés dans les décors en images de synthèse reconstituant le monde antique.